# Moisés Cordovero

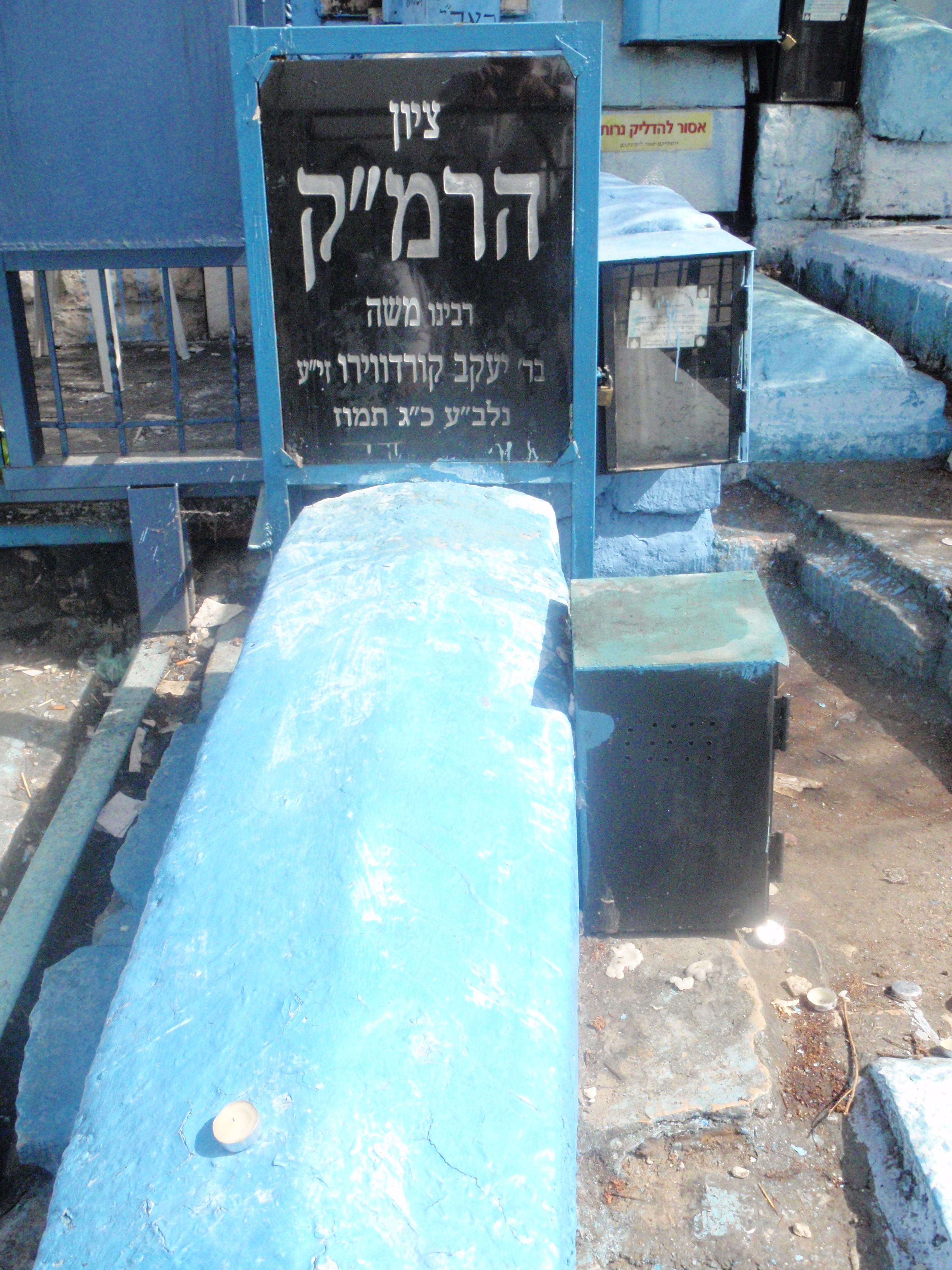
Tumba de Cordovero en Safed

Moisés Ben Jacob Cordovero, (en hebreo: משה קורדובירו), también conocido por el acrónimo: רמ"ק (el Ramak), (Safed, 1522 - Safed, Imperio otomano, 1570) fue un rabino español, místico, teólogo y cabalista de origen sefardí.

## Biografía
Cordovero era originario del Reino de España, aunque se desconoce su lugar de nacimiento; su familia, sin embargo, estaba establecida en Córdoba; posteriormente él emigró a Safed, al norte de Israel. Siguió en primer lugar estudios talmúdicos. En 1538, a los 16 años, fue uno de los rabinos que recibieron la ordenación (semijá) por parte del Rabino Jacob Berab; los otros eran su maestro el Rabino Joseph Caro (1488-1575), el autor de un vasto comentario llamado Beit Yossef sobre el Arba Turim, y de una clarificación metódica del Mishné Torá de Maimónides titulada Kessef Mishné, y el autor también del Shulján Aruj, la más célebre recopilación de la halajá, la ley judía, que es actualmente la principal autoridad legal en materia de jurisprudencia legal y halajá. Cordovero estudió junto a Moisés de Trani, Joseph Sagis y Moshé Alshich. Cordovero era el benjamín de estos sabios, por aquel entonces trabajó como juez.
La tradición cuenta que en 1542, a los veinte años, una "voz celeste" compelió al Ramaq a estudiar la Cábala al lado de su compañero el rabino, cabalista y poeta Salomón Halevi Alkabetz, también llamado Shlomo Halevi Alkabetz (fallecido en 1580, autor del famoso himno para recibir el Shabat, llamado "Lejá Dodí" (en español: "ven amado mío"). Esta popular canción inspiró a Cordovero, e hizo que este se dedicase a estudiar los misterios del Zohar, "El Libro del Esplendor". 
El Rabino Cordovero fue pues un iniciado en los arcanos del Zohar, aunque se echa de menos en él una falta esencial de estructura y precisión en sus enseñanzas. Por entonces redactó dos obras que le hicieron célebre: Or Yakar y Pardes Rimonim, finalizando esta última en 1548.
Como testimonió el Rabino Menahem Azarías de Fano (1548-1620), hacia 1550 Cordovero fundó una yeshivá y una academia de estudios cabalísticos en Safed. Cordovero dirigió la academia hasta su fallecimiento, que tuvo lugar veinte años más tarde. Tuvo por discípulo al rabino y místico Isaac Luria, a su llegada a Safed, y a otros grandes cabalistas, entre ellos el Rabino Jaim Vital, quien expuso más tarde las enseñanzas de la Cábala según Luria, y Eliyahu de Vidas, el autor de la obra literaria Reshit Chochma. Según otra tradición, Cordovero recibió frecuentes visitas del profeta Elías (Eliyahu Hanaví). Isaac de Homel lo tuvo por uno de los tres grandes sistematizadores de la Cábala judaica junto con el Ari, el Rabino Isaac Luria (1534-1572), popularmente conocido como un santo, y con el fundador del judaísmo jasídico, el Rabino Israel Ben Eliezer, también llamado Baal Shem Tov (1698-1762).
El origen del Rabino Cordovero es posiblemente la ciudad de Córdoba. Hay un pueblo en Asturias, muy cercano a Pravia, que contaba en el año 2010, con algo más de 80 casas, la mitad de ellas deshabitadas. El nombre de dicho pueblo es precisamente Cordovero, y quizá de allí, antes de ser expulsado por la Santa Inquisición, tomó el Rabino su nombre. Todos las personas llamadas Cordovero, o la gran mayoría de ellos emigraron hacia Turquía, donde vivieron hasta los comienzos del siglo XX, cuando la mayoría de ellos emigró a la República Argentina. Los Cordovero mantuvieron hasta entonces el ladino (idioma español antiguo) como lengua cotidiana.

## Obras

### Or Yakar (Luz Preciosa)
Su libro fundamental Or Yakar (Luz Preciosa) es un análisis del Zohar (1305) que pasó a ser uno de los dos métodos clásicos para la interpretación cabalística (el otro el sistema es el método del Rabino otomano Isaac Luria); Cordovero intentó fundamentalmente armonizar la tradición cabalística anterior, y crear un marco de referencia conceptual para el Zohar.

### Pardes Rimonim (Jardín de Granadas)
Una obra de gran importancia de Cordovero, es el Pardes Rimonim (Jardín de Granadas), un repertorio clásico de todas las nociones místicas judaicas tal como se expresaban hacia 1585; en él encuentra la unidad la tradición cabalística, organizada en un coherente sistema filosófico. El núcleo del sistema del Ramak gira en torno al tema de la energía universal; es una detallada descripción de cómo la realidad finita deviene del ser infinito de Dios a través de una sucesión jerárquica de fuerzas creativas correlativas llamadas sefirot, compuestas cada una de ellas por seis behinot.

### Otras obras
Cordovero escribió también Or Neerav (La dulce luz), Tómer Débora (La palmera de Débora), Elima Rabati, Shiur Komah, y Sefer Gerushin.